# Dwayne Anderson
Pour les articles homonymes, voir Anderson.
Dwayne Anderson, né le 22 juin 1986 à Washington DC, aux États-Unis, est un joueur américain de basket-ball. Il évolue au poste d'ailier fort.